# Tarsonops coronilla
Espèce
Tarsonops coronilla est une espèce d'araignées aranéomorphes de la famille des Caponiidae.

## Distribution
Cette espèce est endémique du Guerrero au Mexique,.

## Publication originale
- Sánchez-Ruiz & Brescovit, 2015 On the taxonomic placement of the Cuban spider Nops ariguanabo Alayón and the description of a new Mexican Tarsonops (Araneae, Caponiidae). Zootaxa, no 3914 (2), p. 131-143.